# Гаджіабад (Камаре, 33°39′ пн.ш. 50°04′ сх.д.)
Гаджіабад (перс. حاجي اباد) — село в Ірані, у дегестані Хоррам-Дашт, у бахші Камаре, шагрестані Хомейн остану Марказі. За даними перепису 2006 року, його населення становило 40 осіб, що проживали у складі 10 сімей.

## Клімат
Середня річна температура становить 13,10 °C, середня максимальна – 31,98 °C, а середня мінімальна – -8,82 °C. Середня річна кількість опадів – 216 мм.
| Клімат поселення                              | Клімат поселення | Клімат поселення | Клімат поселення | Клімат поселення | Клімат поселення | Клімат поселення | Клімат поселення | Клімат поселення | Клімат поселення | Клімат поселення | Клімат поселення | Клімат поселення | Клімат поселення |
| Показник                                      | Січ.             | Лют.             | Бер.             | Квіт.            | Трав.            | Черв.            | Лип.             | Серп.            | Вер.             | Жовт.            | Лист.            | Груд.            |                  |
| Середній максимум, °C                         | 9,75             | 11,55            | 16,75            | 20,29            | 24,10            | 31,53            | 31,98            | 31,05            | 27,54            | 21,69            | 15,79            | 9,57             |                  |
| Середня температура, °C                       | 0,47             | 2,27             | 7,48             | 11,01            | 14,82            | 22,24            | 25,52            | 24,62            | 21,11            | 15,27            | 9,35             | 3,13             |                  |
| Середній мінімум, °C                          | −8,82            | −7               | −1,8             | 1,72             | 5,54             | 12,96            | 19,08            | 18,17            | 14,66            | 8,80             | 2,91             | −3,32            |                  |
| Норма опадів, мм                              | 37               | 35               | 38               | 25               | 16               | 2                | 2                | 1                | 1                | 7                | 22               | 30               |                  |
| Середньомісячна швидкість вітру, м/с          | 1.70             | 2.04             | 2.75             | 2.95             | 2.92             | 2.57             | 2.59             | 2.38             | 2.27             | 2.23             | 1.83             | 1.76             |                  |
| Середньомісячна сонячна радіація, кДж/м²·день | 9637             | 12975            | 15511            | 18750            | 22520            | 26644            | 25607            | 24325            | 21447            | 16063            | 11356            | 9306             |                  |
| --------------------------------------------- | ---------------- | ---------------- | ---------------- | ---------------- | ---------------- | ---------------- | ---------------- | ---------------- | ---------------- | ---------------- | ---------------- | ---------------- | ---------------- |
| Джерело:                                      |                  |                  |                  |                  |                  |                  |                  |                  |                  |                  |                  |                  |                  |